# جانيت ماري رايلي
جانيت ماري رايلي (بالإنجليزية: Janet Mary Riley) هي أكاديمية أمريكية، ولدت في 20 سبتمبر 1915 في نيو أورلينز في الولايات المتحدة، وتوفيت في 5 يوليو 2008.